# Ma'arach

Logo

Ma'arach (hebrejsky: המערך, doslova „Aliance“ či Seskupení, celým názvem ha-Ma'arach le-achdut po'alej Jisra'el, „Aliance pro jednotu izraelských pracujících“; anglicky: Alignment) bylo v 60. a 90. letech seskupení hlavních izraelských levicových stran.

## Historie
Bylo založeno roku 1965 jako aliance stran Mapaj a Achdut ha-avoda, ale rozpustilo se o tři roky později, když se tyto dvě strany a strana Rafi sloučily ve Stranu práce. Nová strana známá jako Ma'arach vznikla roku 1969 jako aliance Strany práce a strany Mapam. V té době měla strana v Knesetu 63 křesel a v historii Izraele byla jedinou stranou, která měla absolutní většinu mandátů.